# Remando al viento
Pour plus de détails, voir Fiche technique et Distribution.
Remando al viento est un film espagnol réalisé par Gonzalo Suárez, sorti en 1988.

## Synopsis
Alors qu'elle écrit Frankenstein ou le Prométhée moderne, Mary Shelley rencontre Lord Byron.

## Fiche technique
- Titre : Remando al viento
- Réalisation : Gonzalo Suárez
- Scénario : Gonzalo Suárez
- Costumes : Yvonne Blake
- Photographie : Carlos Suárez
- Montage : José Salcedo
- Musique : Alejandro Massó
- Direction artistique : Wolfgang Burmann
- Pays d'origine : Espagne
- Format : Couleurs - 1,85:1 - Dolby
- Genre : drame
- Durée : 126 minutes
- Date de sortie : 1988

## Distribution
- Hugh Grant : Lord Byron
- Lizzy McInnerny : Mary Shelley
- Valentine Pelka : Percy Bysshe Shelley
- Elizabeth Hurley : Claire Clairmont
- José Luis Gómez : John Polidori
- Virginia Mataix : Elisa
- Ronan Vibert : Fletcher
- Bibiana Fernández : Fornarina
- Josep Maria Pou : Oficial aduana
- Aitana Sánchez-Gijón : Teresa Guiccioli
- Miguel Picazo : Cura